# Louis-Sébastien Le Nain de Tillemont
Louis-Sébastien Le Nain de Tillemont (Paris, 30 de novembro de 1637 - Paris, 10 de janeiro de 1698) foi um historiador eclesiástico francês.

## Biografia
Nasceu em Paris numa família rica de jansenistas e foi educado nas Petites écoles de Port-Royal, onde os seus interesses históricos foram formados e incentivados. Aos 20 anos iniciou os seus dois trabalhos monumentais, as Mémoires pour servir à l'histoire ecclésiastique des six premiers siècles e a Histoire des empereurs et autres princes qui ont régné pendant les six premiers siècles de l'Église. A primeira é uma história dos primeiros seis séculos da igreja cristã; a segunda é uma história dos imperadores romanos durante o mesmo período.
Tillemont foi ordenado sacerdote aos 39 anos e estabeleceu-se em Port-Royal. Quando Port-Royal foi dissolvido em 1679, mudou-se para a propriedade rural da sua família em Tillemont, onde passou o resto da vida, continuando o trabalho histórico em dedicação exclusiva. A sua Histoire começou a ser publicada na imprensa em 1690 e as Mémoires em 1693 embora a publicação de ambos só tenha sido terminada depois da sua morte.
Tillemont é citado com frequência por Gibbon na sua História da Decadência e Queda do Império Romano. Os seus trabalhos foram dos primeiros que proporcionaram análise crítica das fontes de origem. O seu estilo de prosa é tido como seco, mas ele tinha alta reputação pela sua precisão, pormenor e consciência. O seu trabalho foi atacado fortemente por Honoratus a Sancta Maria nas suas Réflexions sur les règles et l'usage de la critique, em três volumes (1712-1720).